# Lubmin
Lubmin is een plaats in de Duitse deelstaat Mecklenburg-Voor-Pommeren, en maakt deel uit van het Landkreis Vorpommern-Greifswald.
Lubmin telt 2.108 inwoners.
Bij de plaats ligt de voormalige Kerncentrale Greifswald (KKW Greifswald, Kernkraftwerk Lubmin of Kernkraftwerk Nord). Het was het grootste nucleaire complex in de voormalige DDR. Na de Duitse hereniging is de centrale in 1990 gesloten.
Ahlbeck ·
Alt Tellin ·
Altwarp ·
Altwigshagen ·
Anklam ·
Bandelin ·
Bargischow ·
Behrenhoff ·
Bentzin ·
Benz ·
Bergholz ·
Blankensee ·
Blesewitz ·
Boldekow ·
Boock ·
Brietzig ·
Brünzow ·
Bugewitz ·
Buggenhagen ·
Butzow ·
Daberkow ·
Dargelin ·
Dargen ·
Dersekow ·
Diedrichshagen ·
Ducherow ·
Düvier ·
Eggesin ·
Fahrenwalde ·
Ferdinandshof ·
Garz ·
Glasow ·
Grambin ·
Grambow ·
Greifswald ·
Gribow ·
Groß Kiesow ·
Groß Luckow ·
Groß Polzin ·
Görmin ·
Gützkow ·
Hammer a. d. Uecker ·
Hanshagen ·
Heinrichswalde ·
Heringsdorf ·
Hinrichshagen ·
Hintersee ·
Iven ·
Jarmen ·
Jatznick ·
Kamminke ·
Karlsburg ·
Karlshagen ·
Katzow ·
Kemnitz ·
Klein Bünzow ·
Koblentz ·
Korswandt ·
Koserow ·
Krackow ·
Krien ·
Kruckow ·
Krugsdorf ·
Krummin ·
Krusenfelde ·
Kröslin ·
Lassan ·
Leopoldshagen ·
Levenhagen ·
Liepgarten ·
Loddin ·
Loissin ·
Loitz ·
Lubmin ·
Luckow ·
Löcknitz ·
Lübs ·
Lühmannsdorf ·
Lütow ·
Medow ·
Meiersberg ·
Mellenthin ·
Mesekenhagen ·
Murchin ·
Mölschow ·
Mönkebude ·
Nadrensee ·
Neetzow-Liepen ·
Neu Boltenhagen ·
Neu Kosenow ·
Neuenkirchen (bij Anklam) ·
Neuenkirchen (bij Greifswald) ·
Nieden ·
Papendorf ·
Pasewalk ·
Peenemünde ·
Penkun ·
Plöwen ·
Polzow ·
Postlow ·
Pudagla ·
Ramin ·
Rankwitz ·
Rollwitz ·
Rossin ·
Rossow ·
Rothemühl ·
Rothenklempenow ·
Rubenow ·
Rubkow ·
Sarnow ·
Sassen-Trantow ·
Sauzin ·
Schmatzin ·
Schönwalde ·
Spantekow ·
Stolpe an der Peene ·
Stolpe auf Usedom ·
Strasburg ·
Torgelow ·
Trassenheide ·
Tutow ·
Ückeritz ·
Ueckermünde ·
Usedom ·
Viereck ·
Vogelsang-Warsin ·
Völschow ·
Wackerow ·
Weitenhagen ·
Wilhelmsburg ·
Wolgast ·
Wrangelsburg ·
Wusterhusen ·
Zemitz ·
Zempin ·
Zerrenthin ·
Ziethen ·
Zinnowitz ·
Zirchow ·
Züssow